# Giulia Gwinn
Giulia Ronja Gwinn (pronúncia em alemão: [ɡvɪn]; nascida em 2 de julho de 1999) é um jogadora de futebol alemã. Ela joga como meio-campista do FC Bayern Munich, na Bundesliga, e na seleção alemã.

## Biografia
Gwinn começou a jogar futebol aos oito anos no TSG Ailingen e mais tarde no VfB Friedrichshafen. Em 2009, ela começou um período de cinco anos na FV Ravensburg. Ela então jogou uma temporada pelos B-Juniors do SV Weingarten, como a única garota no time.

## Carreira

### SC Freiburg
Em 2015, Gwinn juntou-se à equipe da Bundesliga SC Freiburg para a temporada 2015–16 com a idade de 16 anos. Ela havia inicialmente concordado em assinar pelo Freiburg em fevereiro de 2015, rejeitando ofertas concorrentes do FC Bayern Munich e da Turbine Potsdam. Em 13 de setembro de 2015 (3ª rodada), ela estreou em uma vitória em casa por 6-1 sobre 1. FC Köln. Ela substituiu Sandra Starke, fazendo sua estreia na Bundesliga aos 16 anos. Um mês depois, no dia 11 de outubro de 2015 (5ª Rodada), na partida contra o SV Werder Bremen, foi sua primeira vez como titular. Em 6 de dezembro de 2015 (10ª jornada), ela marcou em uma vitória em casa por 6-1 sobre o Bayer Leverkusen.

### Bayern de Munique
Em 25 de fevereiro de 2019, Gwinn concordou com os termos do Bayern de Munique, que a faria deixar Freiburg no final da temporada 2018-19.

## Seleção Alemã

### Categorias de base
Gwinn representou a Alemanha nas seleções sub-15, sub-16, sub-17, sub-19 e sub-20. Aos 13 anos, ela foi convocada pela treinadora Bettina Wiegmann para treinar a seleção nacional sub-15 em novembro de 2012. Ela fez sua estreia pela seleção nacional Sub-15 em abril de 2013, como substituta na vitória por 8-0 sobre a Holanda. Ela fez três partidas pela seleção nacional sub-16 em 2014. Em 2015, ela foi a jogadora mais jovem da seleção sub-17 para o Campeonato Europeu na Islândia, onde a equipe chegou às semifinais, mas foi derrotada por 0-1 pela Suíça. O relatório técnico da UEFA referiu que o ritmo de Gwinn na ala direita foi uma característica positiva do jogo da Alemanha. Em maio de 2016, a equipe venceu o Campeonato Feminino Sub-17 da UEFA de 2016, após uma disputa de pênaltis contra a Espanha, na Bielorrússia. Asquatro jogadoras do Freiburg no time contribuíram com sete dos 10 gols da Alemanha no torneio e duas delas, incluindo Gwinn, converteram com sucesso seus chutes na disputa de pênaltis.
Na Copa do Mundo Feminina Sub-17 da FIFA 2016 na Jordânia, Gwinn ajudou a Alemanha a vencer a Venezuela por 2 a 1 em sua partida de abertura, ganhando o prêmio de "Melhor jogadora em campo". Ela marcou o primeiro gol com um voleio, depois ajudou no segundo. Ao entrar no torneio com 23 Sub-17 tampas e como uma primeira equipe jogador com Freiburg, Gwinn foi considerado um dos pilares da equipe. Na segunda partida dos alemães contra o Canadá, o pontapé-livre direto de Gwinn salvou um empate 1-1. Na terceira partida, Gwinn marcou um gol na vitória da Alemanha sobre Camarões.
Ela jogou no Campeonato Feminino Sub-19 da UEFA 2017 (marcando um gol contra a Escócia) na Irlanda do Norte, onde chegou à semifinal e com isso se classificou para a Copa do Mundo Feminina Sub-20 da FIFA 2018 (onde marcou um gol contra a China e foi eleita  "A melhor jogadora da Partida" contra a Nigéria).

### Seleção principal
Em 14 de maio de 2019, Gwinn foi nomeada para a seleção alemã da Copa do Mundo Feminina da FIFA 2019. Em sua estreia na Copa do Mundo Feminina da FIFA, ela garantiu a vitória da Alemanha em seu jogo de abertura da Copa do Mundo Feminina da FIFA 2019 ao marcar o único gol na vitória por 1 a 0 sobre a China na fase de grupos. Ela foi nomeada "Melhor jogadora da Partida" por sua contribuição. A campanha da Copa do Mundo da Alemanha terminou nas quartas de final depois de uma derrota por 2 a 1 para a Suécia . Mais tarde, Gwinn foi premiada com o prêmio de Melhor Jogadora Jovem por seu desempenho no torneio.

### Jogos com a Seleção Alemã em que ela marcou gol(s)
Placares e resultados listam primeiro a contagem de gols da Alemanha:
| Gwinn - gols da Alemanha | Gwinn - gols da Alemanha | Gwinn - gols da Alemanha | Gwinn - gols da Alemanha | Gwinn - gols da Alemanha | Gwinn - gols da Alemanha                       |
| #                        | Data                     | Localização              | Adversárias              | Resultado                | Campeonato                                     |
| ------------------------ | ------------------------ | ------------------------ | ------------------------ | ------------------------ | ---------------------------------------------- |
| 1                        | 10 de novembro de 2018   | Osnabrück, Alemanha      | Itália                   | 5-2                      | Amistoso                                       |
| 2                        | 8 de junho de 2019       | Rennes, França           | China                    | 1–0                      | Copa do Mundo FIFA 2019                        |
| 3                        | 5 de outubro de 2019     | Aachen, Alemanha         | Ucrânia                  | 8–0                      | Qualificação para o Euro 2021 Feminino da UEFA |

Fonte: 

## Vida pessoal
Ela é a mais nova de quatro irmãos.

## Títulos

### Com a seleção alemã
- Campeonato Feminino Sub-17 da UEFA: 2016

### Prêmios individuais
- Melhor jogadora jovem da Copa do Mundo Feminina da FIFA: 2019